# Kovacsicz Mónika
Szabó-Kovacsicz Mónika (Komárom, 1983. november 20. –) kézilabdajátékos, a Mosonmagyaróvári KC SE és a magyar válogatott tagja.

## Eredményei
- VB-bronzérmes (2005)
- Magyar bajnok: 2005, 2006, 2015
- Magyar bajnoki ezüstérmes: 2004, 2007
- Magyar bajnoki bronzérmes: 2008
- Magyar Kupa győztes: 2005, 2006, 2007
- Magyar Kupa ezüstérmes: 2004
- Dán bajnok: 2009
- Dán Kupa győztes:2009
- Bajnokok Ligája győztes: 2009,2010
- KEK győztes: 2011, 2012

## Díjai
- Magyar Köztársasági Ezüst Érdemkereszt (2008)